# クルーズ渓谷、日没
クルーズ溪谷、日没(クルーズけいこく、にちぼつ、仏: La Vallée de la Creuse, soleil couchant)は、フランスの画家クロード・モネによる1889年の油彩画で、現在はアルザスのコルマールにあるウンターリンデン美術館に所蔵されている（所蔵番号88.RP.371)。 
1889年3月から5月にかけてモネはフレッセリーヌ近郊の詩人モーリス・ロリナの邸宅に滞在していたが、本作はそのフレッセリーヌ近郊に位置するクルーズ川が描かれている。モネは、小クルーズ川がクルーズ川本流に流れ込む風景を本作を含め14点描いた。この14点の絵画は、1889年6月にパリで開催された展覧会で一挙に公開された。
本作は、美術館創設当初より管理者となっているションガウアー協会によってウィルデンシュタイン社から1975年に購入された。